# Albinyana
Albinyana (em catalão e oficialmente) ou Albiñana (em castelhano) é um município da Espanha na comarca de Baix Penedès, província de Tarragona, comunidade autónoma da Catalunha. Tem 19,4 km² de área e em 2021 tinha 2 504 habitantes (densidade: 129,1 hab./km²).

## Demografia
| Variação demográfica do município entre 1991 e 2004[carece de fontes?] | Variação demográfica do município entre 1991 e 2004[carece de fontes?] | Variação demográfica do município entre 1991 e 2004[carece de fontes?] | Variação demográfica do município entre 1991 e 2004[carece de fontes?] |
| ---------------------------------------------------------------------- | ---------------------------------------------------------------------- | ---------------------------------------------------------------------- | ---------------------------------------------------------------------- |
| 1991                                                                   | 1996                                                                   | 2001                                                                   | 2004                                                                   |
| 777                                                                    | 1077                                                                   | 1630                                                                   | 1926                                                                   |